# Franciszak Bahuszewicz
Franciszak Bahuszewicz, Franciszek Bohuszewicz (biał. Францішак Бенедыкт Казімiравіч Багушэвіч, Franciszak Bieniedykt Bahuszewicz; ur. 21 marca 1840 w folwarku Świrany, w powiecie wileńskim, guberni wileńskiej, zm. 28 kwietnia 1900 w Kuszlanach) – białoruski pisarz, poeta, adwokat, uczestnik powstania styczniowego. Zapoczątkował nurt realizmu krytycznego w literaturze białoruskiej, w twórczości inspirował się folklorem białoruskim.
Używane pseudonimy literackie: Maciej Buraczok i Symon Rewka spod Borysowa (Symon Reuka z-pad Barysawa).

## Życiorys

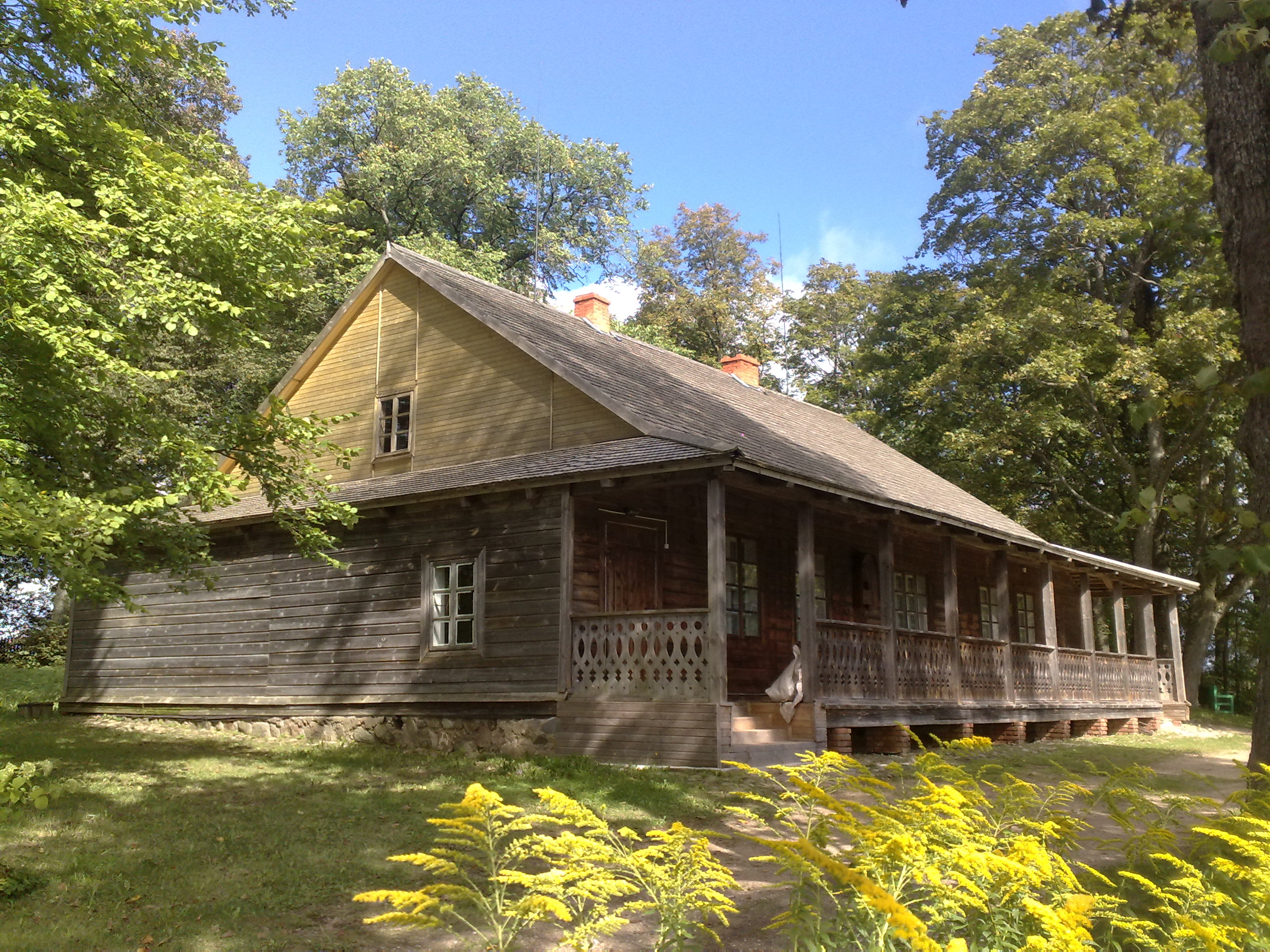
Dom w Kuszlanach

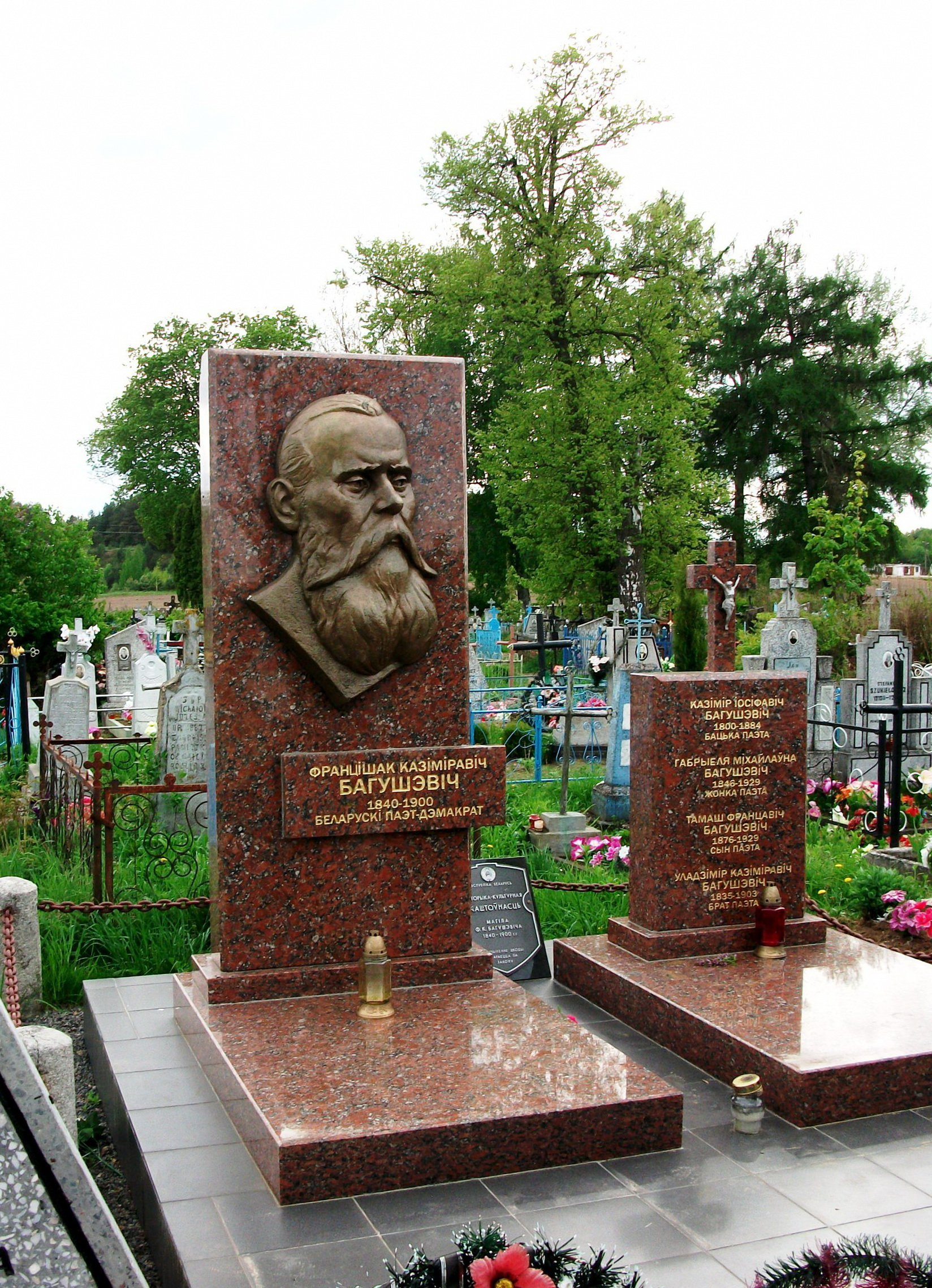
Mogiła poety

Franciszak Bahuszewicz, syn Kazimierza, pochodził z rodziny szlacheckiej. Został ochrzczony w kościele w Rukojniach. W 1846 rodzina Bahuszewiczów przeniosła się do folwarku Kuszlany k. Oszmiany. W 1861 ukończył gimnazjum w Wilnie i wstąpił na Wydział Fizyczno-Matematyczny Uniwersytetu Petersburskiego. Za udział w zamieszkach studenckich został wydalony z uniwersytetu i powrócił w rodzinne strony.

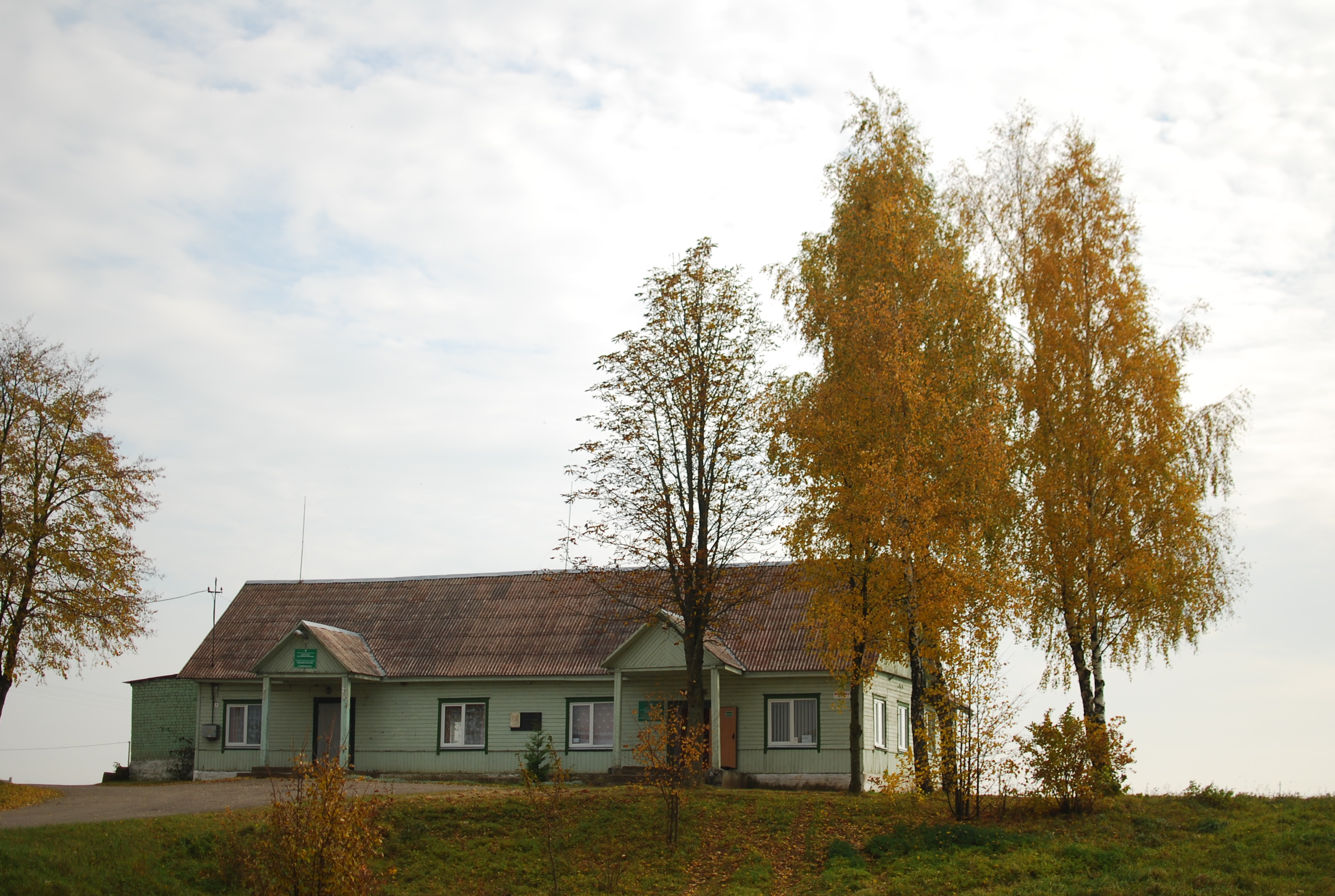
Biblioteka im. Franciszka Boguszewicza w Sawiczunach, rejon wileński, Litwa

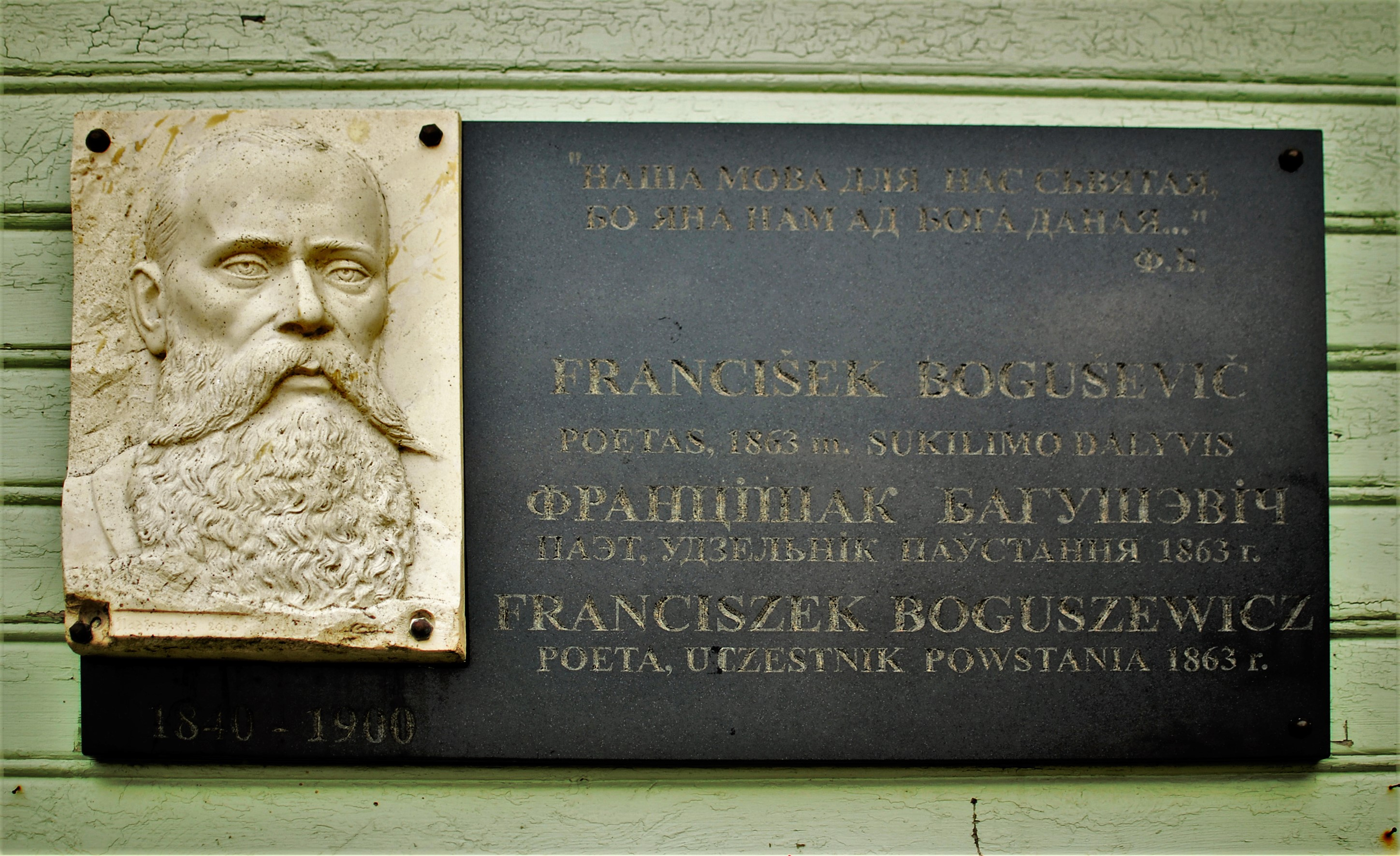
Tablica pamiątkowa na bibliotece im. Franciszka Boguszewicza w Sawiczunach, rejon wileński, Litwa

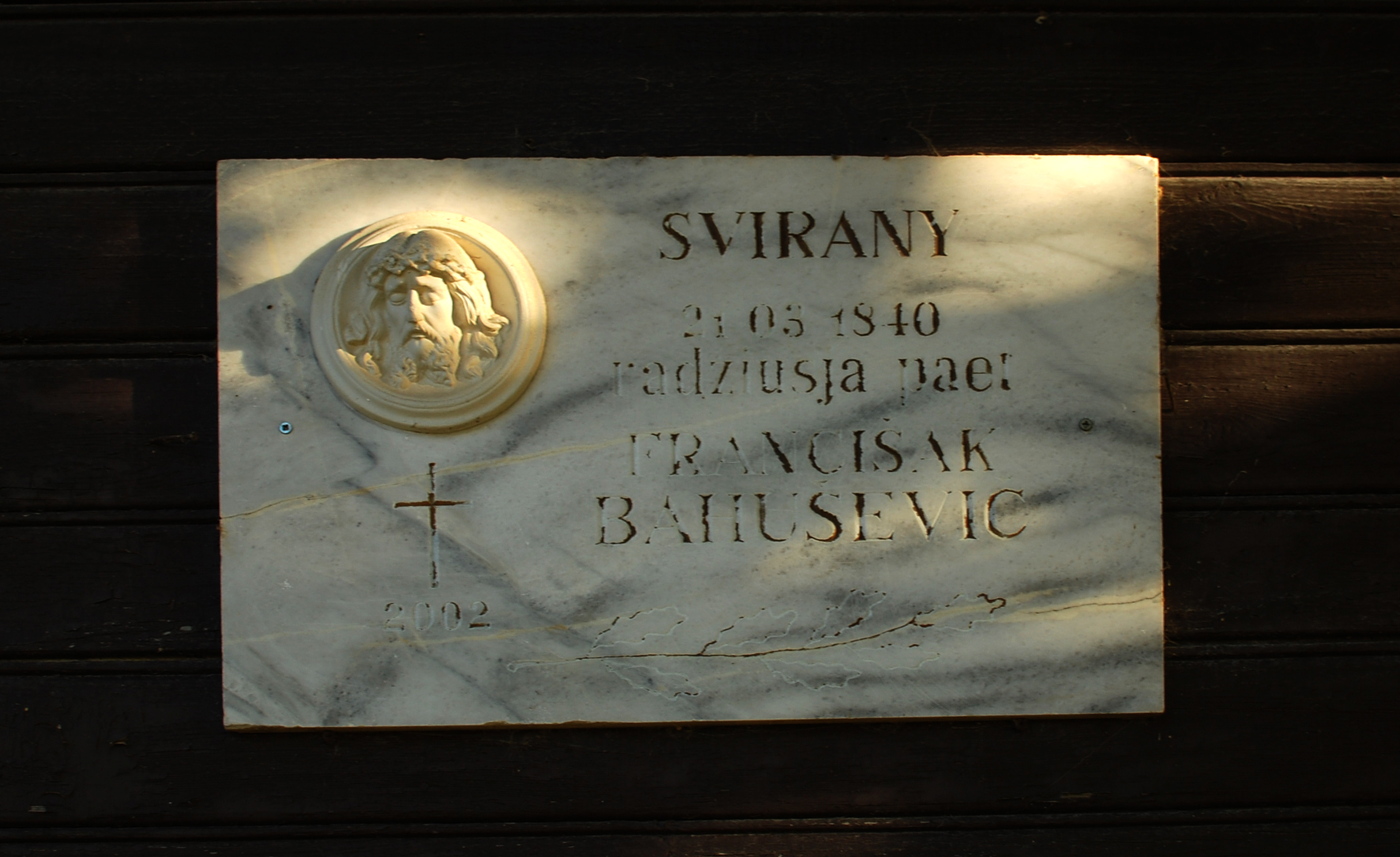
Tablica pamiątkowa Franciszka Boguszewicza w Świranach, rejon wileński, Litwa

Pracował jako nauczyciel we wsi Dociszki w powiecie lidzkim. Tu zastał go wybuch powstania styczniowego. Podczas potyczki z wojskiem rosyjskim w Lasach Augustowskich Bahuszewicz został ranny. Od śmierci uratowali go włościanie. Po stłumieniu powstania, dzięki protekcji, uniknął zesłania na Sybir. Opuścił strony rodzinne i udał się na Ukrainę, dzięki Janowi Karłowiczowi w 1865 wstąpił do Nieżyńskiego Liceum Prawa. W 1868 ukończył naukę i od 1869 pracował w różnych instytucjach sądowych, głównie na Ukrainie. W 1884, po ogłoszeniu amnestii dla powstańców z 1863, powrócił i został adwokatem przy Wileńskim Sądzie Okręgowym. Był miłośnikiem poezji Adama Mickiewicza, uważał go za piewcę ziemi białoruskiej. Z okazji setnej rocznicy urodzin poety został członkiem komitetu jubileuszowego, do którego namówił także Elizę Orzeszkową. Organizował zbiórkę pieniędzy na pomnik poety. Wiosną 1898 zachorował i z rodziną (żoną oraz dwojgiem dzieci) przeniósł się z Wilna do Kuszlan. Nie brał udziału w uroczystościach odsłonięcia pomnika.
Zmarł 28 kwietnia 1900 w swych rodzinnych Kuszlanach, a jego pogrzeb odbył się 1 maja tego samego roku. Mogiła poety znajduje się w Żupranach w rejonie oszmiańskim.

## Twórczość

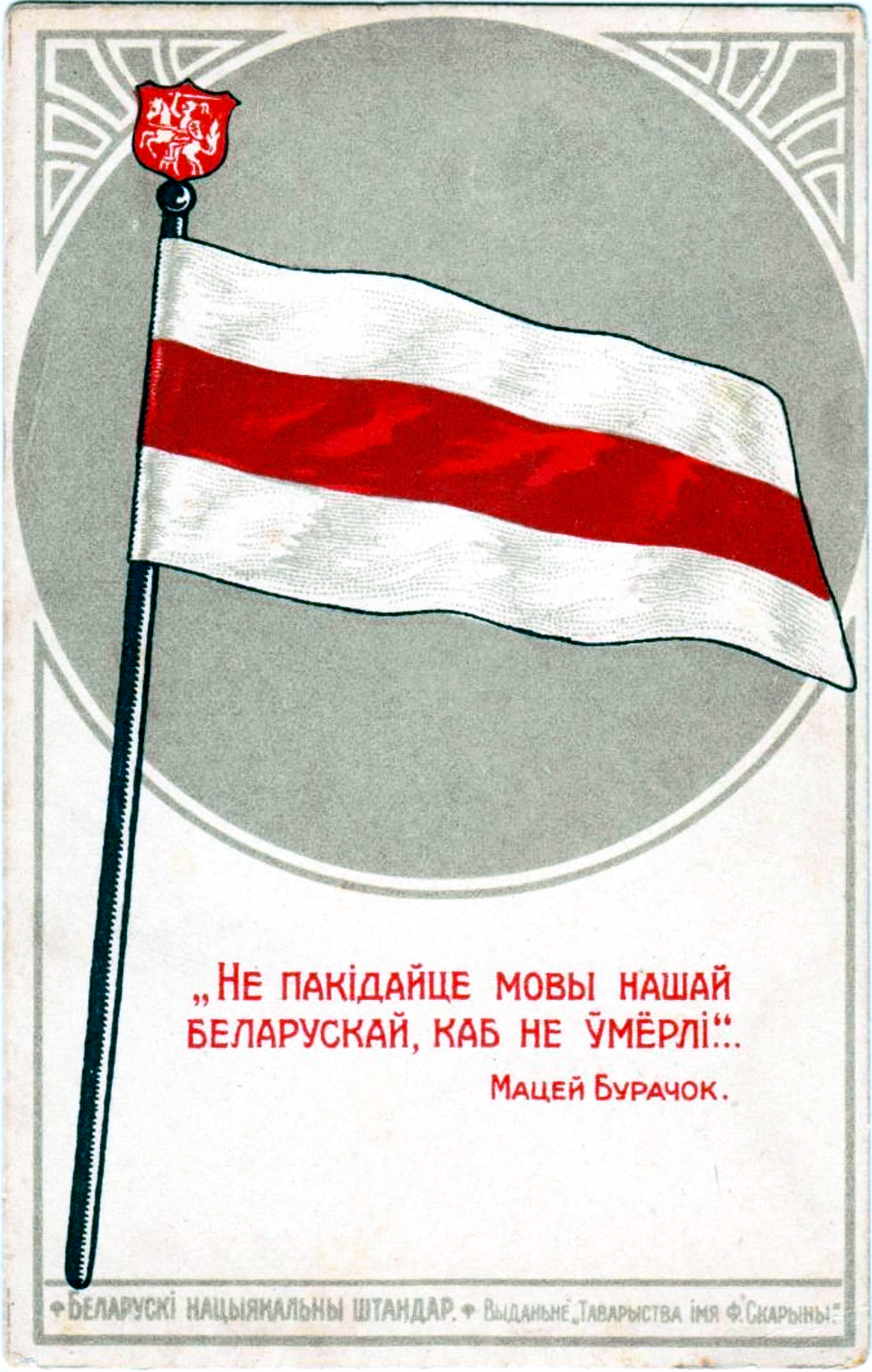
Kartka pocztowa z czasów istnienie pierwszego państwa białoruskiego Białoruskiej Republiki Ludowej (1918-1921). Napis głosi:
"Nie porzucajcie mowy naszej białoruskiej abyście (sami) nie umarli..." (— Maciej Buraczok).

Pisał głównie w języku białoruskim. Zaczął, gdy jeszcze przebywał na Ukrainie, ale działalnością literacką zajął się dopiero po powrocie do Wilna. Za jego życia wyszły drukiem dwa zbiory wierszy i poematów. Zostały wydane za kordonem: Dudka białoruska (Kraków, 1891) i Smyk białoruski (Poznań, 1896). Przygotował do wydania również zbiór wierszy Opowiadania białoruskie, ale nie wydrukowano go, a rękopis zaginął. Po upadku powstania na Białorusi do 1905 zakazany był druk białoruskich książek, dlatego jego utwory były wydawane nielegalnie, rozchodziły się w rękopisach.
Poezja Bahuszewicza jest poezją chłopską. Używał literackich pseudonimów Maciej Buraczok i Symon Rewka spod Borysowa (Symon Reuka z-pad Barysawa). Maciej Buraczok był mieszkańcem Kuszlan, a Symon Rewka – Borysowa za Mińskiem. W ten sposób pseudonimy objęły niejako całą Białoruś. Był on pierwszym autorem całkowicie białoruskiej książki poezji. Jest uważany za ojca realizmu białoruskiego, za twórcę narodowych tendencji romantycznych w literaturze białoruskiej. Mawiał: nie porzucajcie naszej rodzinnej mowy białoruskiej, aby nie umarła!, która była potem często używana i cytowana przez białoruskie ruchy narodowe i niepodległościowe. Spod jego pióra wyszły pierwsze opowiadania nowej literatury białoruskiej (Tralalonoczka, wydane w osobnej książeczce w 1892), ludowe nowele (Świadek, Polesowszczik, Diadina, opublikowane po śmierci w gazecie "Nasza Niwa" w 1907). Publikował także w języku polskim. Był korespondentem polskiego czasopisma "Kraj". Zachowały się jego listy do przyjaciół, Elizy Orzeszkowej i Jana Karłowicza.

## Tożsamość narodowa
Franciszak Bahuszewicz tworzył w języku białoruskim, jednak istnieją źródła twierdzące, że sam uważał się za Polaka. Franciszek Oskierka wspominał:

(…) pan Bohuszewicz, mój bliski sąsiad i dobry znajomy (…), to powstaniec 1863 roku, gorący patriota Polak, który w osobistych ze mną dość częstych rozmowach oświadczył, że jedyną pobudką, która pchnęła jego i jego poprzedników do pisania w tej gwarze, była obawa przed domniemaną rusyfikacją tamtejszego ludu.

## Literatura dodatkowa
- Michał Brenszejn: Bahuszewicz Franciszak. W: Polski Słownik Biograficzny. T. 2: Beyzym Jan – Brownsford Marja. Kraków: Polska Akademia Umiejętności – Skład Główny w Księgarniach Gebethnera i Wolffa, 1936, s. 233–234. Reprint: Zakład Narodowy im. Ossolińskich, Kraków 1989, ISBN 83-04-03291-0